# Szongáj Birodalom
A Szongáj Birodalom állama a korai 15. század és a késői 16. század között állt fenn Nyugat-Afrikában . Az egyik legnagyobb kiterjedésű állam volt Afrika történelmében. A birodalom a szongáj népről kapta a nevét, amely az állam vezető etnikuma volt. A fővárosi címet mindvégig Gao viselte, amelynek környékén már a 11. században létezett egy kis szongáj állam. Az 1464-ben kialakult birodalom a Niger-folyó mentén terült el, amely összekötő kapocsként és fontos kereskedelmi útként szolgált a birodalom távoli részei között. Az ázsiai termelési mód elméletének hívei szerint a Szongáj Birodalom ennek a termelési módnak a tipikus megvalósulása volt, ahol a közösségi földtulajdonon tevékenykedő, személyükben szabad parasztok dolgozó osztálya állt szemben az állami bürokrácia uralkodó osztályával.

## Történelme
A szongáj állam valamely formában több-kevesebb szuverenitással majd ezer éven keresztül állt fönn, kezdetben mint az első szongáj település, Gao, majd a Mali Birodalom hűbéreseként. Ezután szerveződött meg a hatalmas független Szongáj Birodalom, végül az összeomlása után a mai Niger területén található kisebb Dendi Királyság lett a szongájok állama, ami a 20. század elejéig létezett.

### Kezdetek
A szongájok 800 körül telepedtek le a mai Gao környékén, de fővárosuknak csak a 11. században, Dia Kossoi uralkodása alatt jelölték ki. Kezdetben a mali Za-dinasztia kormányozta a kis királyságot, majd a Szonni-dinasztia kezébe került a hatalom. A királyság felemelkedése Suleiman-Mar uralkodása alatt vette kezdetét, mikor Szongáj 1340-ben elnyerte függetlenségét a Mali Birodalomtól, amelynek eddig a hűbérese volt a kis állam. A Mali Birodalom széthullása után a szongájok nyugat felé kezdtek terjeszkedni, bekebelezve a Mali birodalom volt területeit.

### Szonni Ali
1400-as évekre az ország birodalommá szerveződött, és 1464-ben megválasztották a birodalom első császárát, a szonni-dinasztiabeli Szonni Alit, aki 1493-ig uralkodott.  A 15. század vége felé Szonni Ali lerohanta a Mali Birodalom megmaradt részeit is, hozzácsatolva őket a birodalmához. Személye úgy maradt meg a köztudatban, mint a birodalom legfélelmetesebb katonai stratégája és hódítója. Birodalma nagyobb területtel rendelkezett, mint akkoriban a nyugat-európai országok együttvéve, valamint a leghatalmasabb kiterjedésű állam volt Afrika területén.
Szonni Ali uralma alá vette, a térség legfontosabb kereskedelmi útvonalait és a gazdag kereskedővárosokat, mint Timbuktut. Ez is elősegítette azt, hogy a birodalom gazdagsága fénykorában meghaladhatta a Mali Birodalomét is.

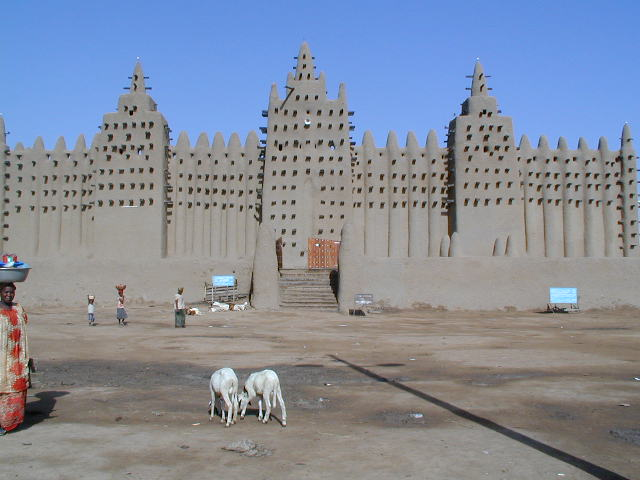
A dzsenné nagymecset, a világ legnagyobb sárból tapasztott épülete

Az intenzív terjeszkedések mellett a szongájoknak más népek támadásaitól is kellett tartania. Délről a Mossi Királyság fenyegette a birodalom gazdagságát fosztogató hadjárataival, észak felől pedig a dogonok támadtak. Idővel azonban sikerült visszaverni a támadó népeket, a dogonokat északabbra szorították vissza. Timbuktut a szongájok 1468-ban csatolták a birodalomhoz, mikor már a város lakossága is arra kérte a birodalmat, hogy űzze el Timbuktu zsarnokoskodó malii uralkodóját.  Timbuktu könnyű bevétele után, viszont a térség másik jelentős kereskedővárosa, Dzsenné nem adta ilyen könnyen magát. A szongájok csak hétéves ostrom után tudták bevenni a várost, miután lakosait kiéheztették 1473-ban. Szonni Ali uralkodása alatt lett Dzsenné és Timbuktu az észak-afrikai iszlám oktatás központja.

### I. Aszkia Muhammad

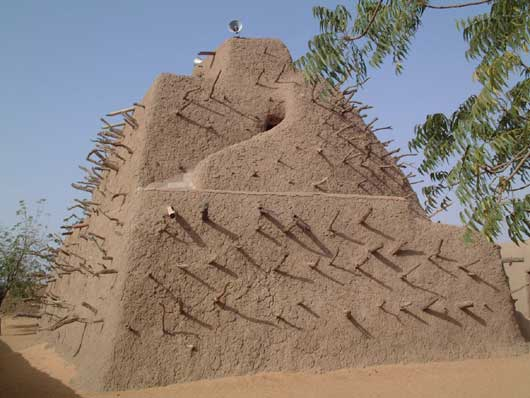
I. Aszkia Muhammad sírja Gaoban. Az épület világörökségi rangot élvez

Szonni Ali halála után Aszkia Muhammad szerezte meg a trónt, akit később Nagy Askiaként emlegettek. Azonban jogilag nem lehetett volna belőle király, mivel nemhogy a Szonni-dinasztiának nem volt a leszármazotja, de ő maga szongáj származású sem volt. Ehelyett a szoninke törzsbe tartozott, tehát a szongáj törvények szerint soha sem lehetett volna belőle király. Aszkia Muhammadnak azonban sikerült kikerülnie a törvényeket, és végül uralkodóvá lépett elő.
Közigazgatásilag jól megszervezte a birodalmat, a Szonni Ali által megszerzett területeket minél jobban próbálta politikailag belevonni a birodalom vérkeringésébe. Katonailag korántsem volt olyan jó taktikus mint elődje, inkább az oktatásra fektette a hangsúlyt. Maga is erősen követte az iszlámot, és birodalomszerte több iszlám iskolát létesített, ahol a diákok a vallási gyakorlatokat is megtanulhatták. Ennek ellenére igencsak toleráns volt más vallásokkal szemben, és nem akarta a népére ráerőltetni az iszlámot.
Hitbuzgó életéből adódóan tiszteletben tartotta az iszlám öt pillérét, így Mekkába is elzarándokolt. Útja során rengeteg aranyat vitt Mekkába, hogy ott jótékonysági célból elajándékozza azokat. Ezzel próbálta meggyőzni a mekkaiakat birodalma gazdagságáról. Hazatérte alatt egyiptomi és marokkói tudósokat is toborzott, akiket a timbuktui Szankore mecsetbe küldött tanítani. Ezen kívül még több oktatási központot is felállított szerte a birodalmában.
Az iszlám oktatás mellett Aszkia Muhammad a közigazgatást és a kereskedelmet is eredményesen fejlesztette. Központosította a birodalom irányítását, és hatékony bürokráciát hozott létre, amely többek között felelős volt az adóbehajtásért és az igazságszolgáltatásért. Csatornák kiépítésébe is kezdett, hogy ily módon fellendítse a mezőgazdaságot. A mezőgazdaság fejlesztésével a kereskedelem is fejlődött. A kereskedelemben tett újításai között a súlyok bevezetése volt a legfontosabb, emellett ellenőröket is kinevezett a nagyobb kereskedelmi központok felügyelésére. Aszkia Muhammad uralkodása alatt az iszlám széles körben beépült a mindennapokba, a kereskedelem virágzott, ez köszönhető volt a nagy szaharai sóbányáknak is, amelyek mind a birodalom határai mögé kerültek.

### A birodalom hanyatlása

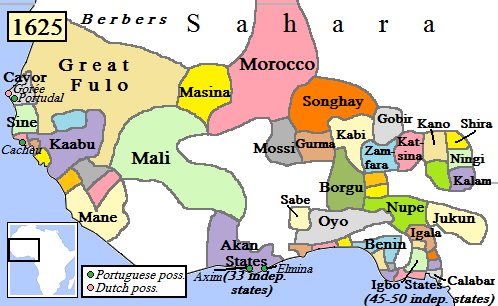
Nyugat-Afrika a marokkói invázió után 1625-ben

Idővel Aszkia Muhammad megöregedett és hatalma csökkent. 1528-ban számos utódja közöl Musza, az egyik fia fellázadt ellene, majd 1532-ben megdöntve apja hatalmát királlyá koronázták. Innentől kezdődött a birodalom hanyatlása. Musza maga sem és utódjai sem tudták visszaállítani a birodalom korábbi fényét, a gazdaságot és a katonaságot elhanyagolták, és több polgárháború is végigsöpört az országon. A politikai káosz után a kegyelemdöfést a váratlan marokkói támadás adta meg. A marokkóiak azért szállták meg az országot, hogy ellenőrzésük alá vonják és újjáélesszék az elhanyagolt transzszaharai kereskedőutakat. Mivel az Aszkia Muhammad utáni uralkodók egyáltalán nem fejlesztették a hadsereget, a birodalom gyorsan elesett a lőfegyverekkel felszerelt marokkóiak által 1591-ben.
Miután a marokkóiak legyőzték a jelentős számbeli fölénnyel bíró szongájokat, teljesen tönkreverték a taghazai sóbányákat, valamint Timbuktut és Dzsennét is szinte teljesen megsemmisítették. A marokkóiak egy ideig megpróbálták egyben tartani a hatalmas birodalmat, de végül engedtek a szakadár régióknak, így több tucat kis királyság jött létre a hajdani birodalom területén. A szongájok Dendi Királyság néven alapítottak saját államot.

## Fordítás
- Ez a szócikk részben vagy egészben  a   Songhay Empire című angol Wikipédia-szócikk fordításán alapul.  Az eredeti cikk szerkesztőit annak laptörténete sorolja fel. Ez a jelzés csupán a megfogalmazás eredetét és a szerzői jogokat jelzi, nem szolgál a cikkben szereplő információk forrásmegjelöléseként.